# Peltasteropsis discreta
Peltasteropsis discreta är en svampart som beskrevs av Bat. & H. Maia 1959. Peltasteropsis discreta ingår i släktet Peltasteropsis, divisionen sporsäcksvampar och riket svampar.   Inga underarter finns listade i Catalogue of Life.